# Bermondsey and Old Southwark (circonscription britannique)
Circonscription parlementaire de la Chambre des communes
La circonscription de Bermondsey et Old Southwark est une circonscription électorale anglaise située dans le Grand Londres, et représentée à la Chambre des communes du Parlement britannique.

## Géographie
La circonscription comprend :
- le nord-est du Borough londonien de Southwark ;
- le quartier de Bermondsey.

## Députés
Les Members of Parliament (MPs) de la circonscription sont :
| Législature                                                          | Années       | Député | Député       | Parti             |
| -------------------------------------------------------------------- | ------------ | ------ | ------------ | ----------------- |
| Bermondsey and Old Southwark issue de North Southwark and Bermondsey |              |        |              |                   |
| 55e                                                                  | 2010–2015    |        | Simon Hughes | Libéral-démocrate |
| 56e                                                                  | 2015–2017    |        | Neil Coyle   | Travailliste      |
| 57e                                                                  | 2017–2019    |        | Neil Coyle   | Travailliste      |
| 58e                                                                  | 2019–Présent |        | Neil Coyle   | Travailliste      |

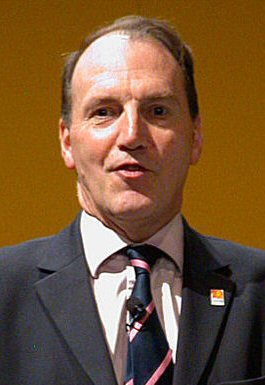
Simon Hughes (2010-2015)
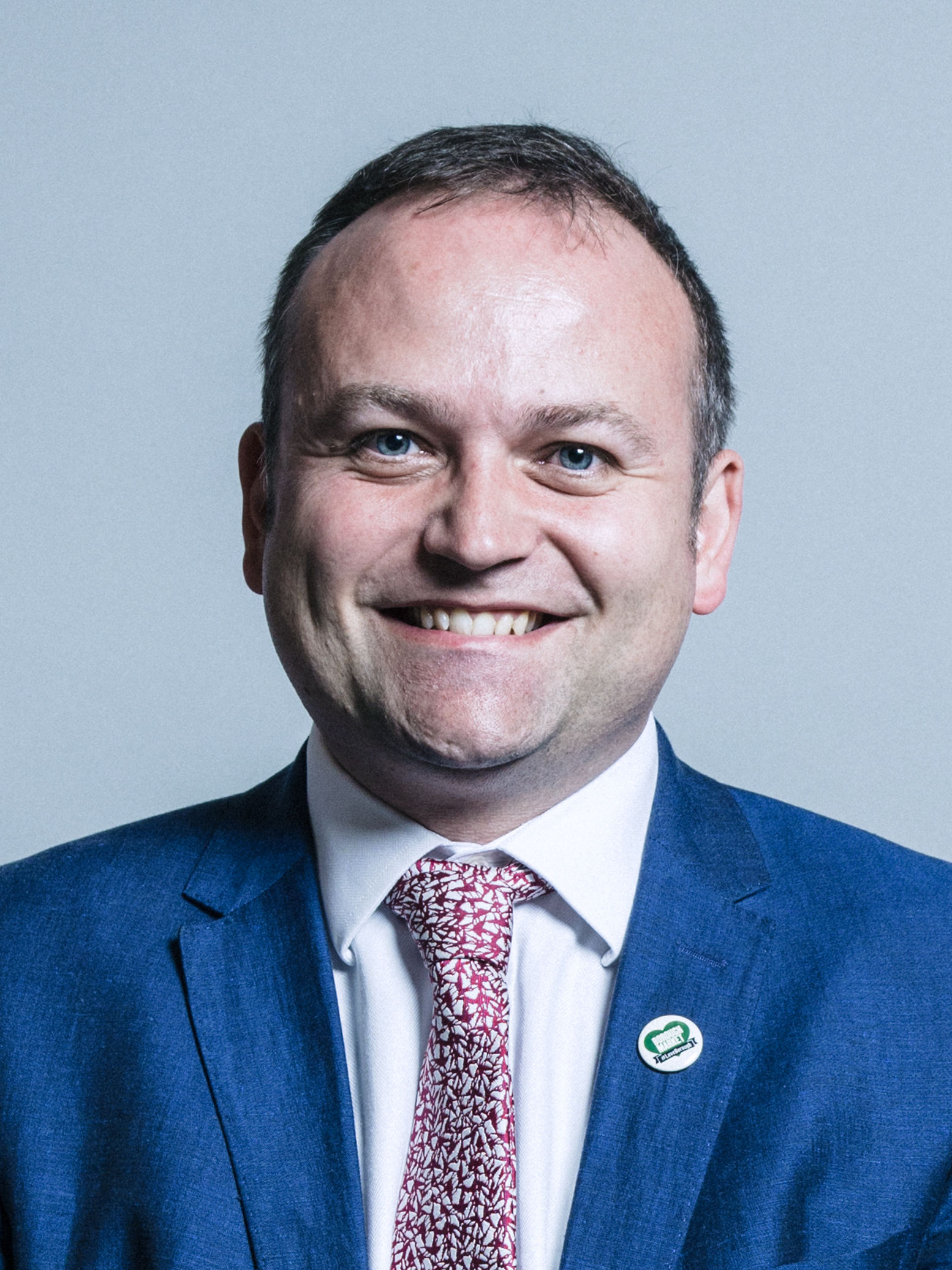
Neil Coyle (2015-Présent)